# Венсан Гесслер
Вінсент Гесслер (фр. Vincent Gessler, нар. 26 травня 1976, Сьєр кантон Вале, Швейцарія) — швейцарський письменник-фантаст, працює та проживає у Жевеві.

## Біографія
Вивчав історію та єгиптологію, а також працював у сфері археології та історії мистецтва. Викладав французьку мову, історію та комп'ютерне програмування. Зараз він присвячує свій час письменництву.

## Нагороди
- Премія Жулі Верланже у 2010 році за  роман Cygnis (Жар-лебідь).
- Utopiales European Prize у 2010 році за  роман Cygnis (Жар-лебідь).